# Piprinae
Piprinae es una subfamilia de aves paseriformes perteneciente a la familia Pipridae, cuyas especies se distribuyen ampliamente por la América tropical (Neotrópico).

## Sistemática
La subfamilia Piprinae deriva de la familia Pipridae que fue introducida por el naturalista franco – estadounidense Constantine Samuel Rafinesque-Schmaltz en 1815 en una clasificación científica de la naturaleza, bajo el nombre original de «Pipraria». El género tipo definido es Pipra Linnaeus, 1764.

### Taxonomía
Los estudios de filogenia molecular de Tello et al (2009) y McKay et al (2010), verificaron la existencia de dos clados bien diferenciados dentro de la familia Pipridae: el llamado subfamilia Neopelminae, Tello, Moyle, Marchese & Cracraft, 2009 agrupando a los saltarines más asemejados a atrapamoscas de los géneros Neopelma y Tyranneutes; y los restantes géneros llamados de «saltarines propiamente dichos» en un clado monofilético. Tello et al (2009) van más allá y proponen la división de este segundo clado en dos subfamilias: el mayor, Piprinae, conteniendo:
- Lepidothrix
- Heterocercus
- Manacus
- Pipra
- Machaeropterus
- Pseudopipra
- Ceratopipra

Que se distribuyen principalmente dentro de la cuenca amazónica, y uno menor Ilicurinae Reichenbach, 1850, conteniendo:
- Chloropipo
- Chiroxiphia
- Antilophia
- Ilicura
- Masius
- Corapipo
- Xenopipo
- Cryptopipo

Que se distribuye ampliamente fuera de la cuenca amazónica.
Los amplios estudios de filogenia molecular de los paseriformes subóscinos realizados por Ohlson et al (2013) confirmaron los estudios anteriores, sin embargo, en relación con el clado de los «saltarines propiamente dichos», prefirieron dejarlo en una única subfamilia Piprinae en virtud de la divergencia ser relativamente reciente (cerca de 12,5 Mya). El Comité de Clasificación de Sudamérica (SACC) adopta esta última división y secuencia linear de los géneros, a partir de la aprobación de la Propuesta N° 591. La clasificación Clemens Checklist v.2015, el Congreso Ornitológico Internacional (IOC), y el Comité Brasileño de Registros Ornitológicos (CBRO) adoptan integralmente esta secuencia y división (el CBRO adopta la división en tres subfamilias, siguiendo a Tello et al (2009)).